# Confederación Española de Junior Empresas
La Confederación Española de Junior Empresas (CEJE), es una organización que representa a todas las Junior Empresas y Federaciones de Junior Empresas que existen en el territorio nacional español. Entre sus principales objetivos se encuentra la coordinación y el apoyo a las distintas junior empresas con el fin de alcanzar un correcto funcionamiento en su gestión, tanto interno como externo, y representar el movimiento nacional ante el resto de países e instituciones, formando parte de ella alrededor de 4000 estudiantes universitarios ubicados por toda la geografía española.

## Características
Las Junior Empresas son asociaciones sin ánimo de lucro con la estructura y funcionamiento de una empresa, formada por la iniciativa de jóvenes universitarios. Su principal objetivo es promover una mejor experiencia en el mercado a los estudiantes de las instituciones a las que están vinculadas. Por este objetivo se fomenta el crecimiento personal y profesional del alumno miembro, por medio de ofrecer servicios de calidad y bajo coste al mercado.

## Historia
En el año 1967, nace en Francia el movimiento Junior Empresa. Este movimiento, en años sucesivos se expande por toda Europa y en 1992 se crea la Confederación Europea de Junior Empresa, bajo las siglas de JADE  (European Confederation of Junior Enterprises) la idea de unificar el concepto Junior Empresa en el ámbito europeo, conseguir representación en organismos internacionales y promover el intercambio de estudiantes y conocimientos.
Las Junior Empresas llegaron a España en 1986 y fue en Madrid en la Facultad de Ciencias Económicas y Empresariales de la Universidad Complutense, donde se crea la primera Junior Empresa, GES PROMO, tutelada por la Junior Empresa francesa perteneciente al Instituto Superior de Comercio de París ISC PROMO, A finales de ese año GES PROMO invitará al Congreso Constituyente de la que se denominará Confederación Española de Junior Empresas CEJE, a estudiantes de las Facultades de Ciencias Económicas y Empresariales de la UAM y de la Universidad de Málaga, de la ETSII de la UPM, de ESADE y de EADA ambas de Barcelona.

## Fines y actividad
CEJE se encarga de la representación, promoción, expansión y consolidación del Movimiento Asociativo Internacional Junior Empresa (MAIJE). Todo esto lo realiza mediante la obtención de prácticas formativas; la organización de actos instructivos teóricos a modo de ampliación o profundización de los estudios universitarios recibidos; y la adquisición de experiencia en gestión por parte de los estudiantes que ejercen funciones directivas o de asesoramiento (funciones que se realizan sin contraprestación alguna).
CEJE quiere garantizar la calidad de sus miembros y proporcionar una plataforma de intercambio de conocimiento entre los miembros, coordinando, asesorando y apoyando en todas aquellas actividades de nuestra competencia.
CEJE debe suponer la introducción de un elemento dinamizador en las relaciones entre todos sus miembros incrementando la comunicación y actuando como caja de resonancia de sus propuestas, así como la elaboración de estudios, dictámenes o estadísticas que para tal fin revistan utilidad cuando así se hubiera acordado.
La Confederación debe ser un altavoz de la actividad desarrollada por todos sus miembros así como de los jóvenes que la conforman, dándose a conocer la labor desarrollada al resto de la sociedad, su cobertura del territorio nacional viene apoyada por las universidades y escuelas de negocios que la apoyan.

## Organización
El Movimiento Asociativo Internacional Junior Empresas está organizado por Federaciones de Junior Empresas, extensiones de CEJE en las diferentes comunidades autónomas, éstas mantienen un contacto directo con las Junior Empresas, en aras de mantener y potenciar un desarrollo eficaz, y transmitir todas las dudas y sugerencias a CEJE.
En la actualidad existen 4 federaciones regionales, que recogen alrededor de 16 Junior Empresas ubicadas por todo el territorio nacional.
Enmarcado en la política de mantener unos estándares de calidad, CEJE se encarga de realizar cada año el Scanner a sus Junior Empresas y Federaciones así como de revisar el cumplimiento de los requisitos de permanencia en la Confederación por parte de sus socios.